# 帕洛平托 (密蘇里州)
帕洛平托（英語：Palo Pinto）是位於美國密蘇里州本頓縣的非建制地區。

## 歷史
帕洛平托的郵局於1877年設立，其後於1904年停運。

## 地理
帕洛平托所處的海拔為高於海平面249米（即817英呎），而該地所採用的時區為UTC-6，即北美中部時區（CST）。同時該地設有夏令時間，為UTC-6調快一小時，即UTC-5（CDT）。